# Diskografie Pitbulla
Toto je seznam doposud vydané diskografie amerického rappera Pitbulla.

## Alba

### Studiová alba
| Název                                                                                   | Detaily o albu                                                                                          | Umístění v hitparádách | Umístění v hitparádách | Umístění v hitparádách | Umístění v hitparádách | Umístění v hitparádách | Umístění v hitparádách | Umístění v hitparádách | Umístění v hitparádách | Umístění v hitparádách | Umístění v hitparádách | Prodeje         | Certifikace |
| Název                                                                                   | Detaily o albu                                                                                          | US                     | US Rap                 | AUS                    | AUT                    | CAN                    | GER                    | NZ                     | SPA                    | SWI                    | UK                     | Prodeje         | Certifikace |
| --------------------------------------------------------------------------------------- | --- | ---------------------- | ---------------------- | ---------------------- | ---------------------- | ---------------------- | ---------------------- | ---------------------- | ---------------------- | ---------------------- | ---------------------- | --------------- | --- |
| M.I.A.M.I.                                                                              | - Vydáno: 24. srpna 2004 (US) - Vydavatelství: TVT                                                      | 14                     | 2                      | —                      | —                      | —                      | —                      | —                      | —                      | —                      | —                      | - US: 644,000   | - RIAA: Gold                                                                                                   |
| El Mariel                                                                               | - Vydáno: 30. října 2006 (US) - Vydavatelství: TVT, Bad Boy Latino                                      | 17                     | 2                      | —                      | —                      | —                      | —                      | —                      | —                      | —                      | —                      | - US: 214,000   | |
| The Boatlift                                                                            | - Vydáno: 27. listopadu 2007 (US) - Vydavatelství: TVT, Poe Boy, Bad Boy Latino                         | 50                     | 5                      | —                      | 42                     | —                      | 96                     | —                      | 74                     | 23                     | —                      | - US: 131,000   | |
| Pitbull Starring in Rebelution                                                          | - Vydáno: 28. srpna 2009 (US) - Vydavatelství: J, Ultra, Bad Boy Latino, Orchard, Mr. 305, Polo Grounds | 8                      | 1                      | 54                     | 20                     | 3                      | 34                     | —                      | 90                     | 8                      | 142                    | - US: 500,000   | - RIAA: Gold                                                                                                   |
| Armando                                                                                 | - Vydáno: 2. listopadu 2010 (US) - Vydavatelství: Mr. 305, Sony Latino                                  | 65                     | 6                      | —                      | —                      | —                      | —                      | —                      | —                      | 91                     | —                      | - US: 30,000    | - RIAA: Gold (Latin)                                                                                           |
| Planet Pit                                                                              | - Vydáno: 21. června 2011 (US) - Vydavatelství: J, Mr. 305, Polo Grounds                                | 7                      | 2                      | 5                      | 3                      | 4                      | 6                      | 10                     | 5                      | 2                      | 11                     | - US: 2,000,000 | - RIAA: 2× Platinum - ARIA: Platinum - BPI: Gold - BVMI: Gold - IFPI AUT: Gold - IFPI SWI: Gold - MC: Platinum |
| Global Warming                                                                          | - Vydáno: 19. listopadu 2012 (US) - Vydavatelství: RCA, Mr. 305, Polo Grounds                           | 14                     | 1                      | 14                     | 12                     | 12                     | 21                     | 38                     | 38                     | 15                     | 111                    | - US: 2,000,000 | - RIAA: 2× Platinum - ARIA: Gold - BPI: Gold - MC: Platinum                                                    |
| Globalization                                                                           | - Vydáno: 24. listopadu 2014 (US) - Vydavatelství: RCA, Mr. 305, Polo Grounds                           | 18                     | 3                      | 60                     | —                      | 15                     | —                      | —                      | —                      | 34                     | —                      | - US: 1,000,000 | - RIAA: Platinum                                                                                               |
| Dale                                                                                    | - Vydáno: 17. července 2015 (US) - Vydavatelství: Mr. 305, Sony Latino                                  | 97                     | 9                      | —                      | —                      | —                      | —                      | —                      | 62                     | 71                     | —                      |                 | |
| Climate Change                                                                          | - Vydáno: 17. března 2017 (US) - Vydavatelství: RCA, Mr. 305, Polo Grounds                              | 29                     | 12                     | 74                     | —                      | 20                     | —                      | —                      | —                      | 69                     | —                      |                 | |
| Libertad 548                                                                            | - Vydáno: 27. září 2019 (US) - Vydavatelství: Mr. 305, Orchard                                          | —                      | —                      | —                      | —                      | —                      | —                      | —                      | —                      | —                      | —                      | - US: 60,000    | - RIAA: 2× Platinum (Latin)                                                                                    |
| Trackhouse                                                                              | - Vydáno: 6. října 2023 (US) - Vydavatelství: Mr. 305                                                   | —                      | —                      | —                      | —                      | —                      | —                      | —                      | —                      | —                      | —                      |                 | |
| "—" značí, že se nahrávka neumístila v hitparádách nebo v tomto území ani nebyla vydána | |                        |                        |                        |                        |                        |                        |                        |                        |                        |                        |                 | |

#### Znovu vydaná alba
| Název                    | Detaily o albu                                                          |
| ------------------------ | ----------------------------------------------------------------------- |
| I Am Armando             | - Vydáno: 30. července 2012 (US) - Vydavatelství: Mr. 305, Polo Grounds |
| Global Warming: Meltdown | - Vydáno: 25. listopadu 2013 (US) - Vydavatelství: Mr. 305, RCA Records |

### Soundtracky
| Název                                                      | Detaily o albu                                                             |
| ---------------------------------------------------------- | -------------------------------------------------------------------------- |
| Gotti (Original Motion Picture Soundtrack) (s Jorge Gómez) | - Vydáno: 14. června 2018 (US) - Vydavatelství: Gotti Release LLC, Mr. 305 |

### Seznam kompilačních alb
| Název                                                                                   | Detaily o albu                                                         | Umístění v hitparádách | Umístění v hitparádách | Umístění v hitparádách | Umístění v hitparádách | Umístění v hitparádách | Umístění v hitparádách | Umístění v hitparádách | Umístění v hitparádách | Certifikace                      |
| Název                                                                                   | Detaily o albu                                                         | US                     | US R&B                 | US Rap                 | AUS                    | BEL (FL)               | BEL (WA)               | CAN                    | UK                     | Certifikace                      |
| --------------------------------------------------------------------------------------- | ---------------------------------------------------------------------- | ---------------------- | ---------------------- | ---------------------- | ---------------------- | ---------------------- | ---------------------- | ---------------------- | ---------------------- | -------------------------------- |
| Money Is Still a Major Issue                                                            | - Vydáno: 15. listopadu 2005 (US) - Vydavatelství: TVT, Bad Boy Latino | 25                     | 4                      | 2                      | —                      | —                      | —                      | —                      | —                      |                                  |
| Original Hits                                                                           | - Vydáno: 8. května 2012 (US) - Vydavatelství: TVT, Bad Boy Latino     | 134                    | 19                     | 13                     | —                      | 144                    | 189                    | —                      | —                      |                                  |
| International Takeover                                                                  | - Vydáno: 9. července 2013 (US) - Vydavatelství: Ultra                 | —                      | —                      | —                      | —                      | —                      | —                      | —                      | —                      |                                  |
| Greatest Hits                                                                           | - Vydáno: 1. prosince 2017 (US) - Vydavatelství: Mr. 305               | 77                     | —                      | —                      | 44                     | —                      | —                      | 13                     | 42                     | - ARIA: Platinum - BPI: Platinum |
| "—" značí, že se nahrávka neumístila v hitparádách nebo v tomto území ani nebyla vydána |                                                                        |                        |                        |                        |                        |                        |                        |                        |                        |                                  |

### Mixtapy
| Název                                                                 | Detaily o albu                   |
| --------------------------------------------------------------------- | -------------------------------- |
| Free Agent (s DJ Buddha a DJ Noodles)                                 | - Vydáno: 3. září 2008 (US)      |
| The Streets are Talking (s DJ Got Now a DJ Billy Ho)                  | - Vydáno: 14. února 2009 (US)    |
| International Takeover: The United Nations (s DJ Buddha a DJ Noodles) | - Vydáno: 5. listopadu 2009 (US) |
| Mr. Worldwide (s DJ Buddha a DJ Noodles)                              | - Vydáno: 20. dubna 2010 (US)    |

## Extended play
| Název                                                                                   | Detaily                                                                       | Umístění v hitparádách | Umístění v hitparádách |
| Název                                                                                   | Detaily                                                                       | US                     | US Rap                 |
| --------------------------------------------------------------------------------------- | ----------------------------------------------------------------------------- | ---------------------- | ---------------------- |
| Bojangles                                                                               | - Vydáno: 11. července 2006 (US) - Vydavatelství: TVT                         | —                      | —                      |
| Unreleased                                                                              | - Vydáno: 4. ledna 2010 (US) - Vydavatelství: Luke                            | —                      | —                      |
| Meltdown                                                                                | - Vydáno: 25. listopadu 2013 (US) - Vydavatelství: RCA, Mr. 305, Polo Grounds | 95                     | 9                      |
| Trackhouse (Daytona 500 Edition)                                                        | - Vydáno: 16. února 2024 (US) - Vydavatelství: Mr. 305                        | —                      | —                      |
| "—" značí, že se nahrávka neumístila v hitparádách nebo v tomto území ani nebyla vydána |                                                                               |                        |                        |

## Singly

### Jako hlavní umělec
| Název                                                                                   | Rok  | Umístění v hitparádách | Umístění v hitparádách | Umístění v hitparádách | Umístění v hitparádách | Umístění v hitparádách | Umístění v hitparádách | Umístění v hitparádách | Umístění v hitparádách | Umístění v hitparádách | Umístění v hitparádách | Certifikace | Album                              |
| Název                                                                                   | Rok  | US                     | US Latin               | AUS                    | AUT                    | CAN                    | GER                    | NZ                     | SPA                    | SWI                    | UK                     | Certifikace | Album                              |
| --------------------------------------------------------------------------------------- | ---- | ---------------------- | ---------------------- | ---------------------- | ---------------------- | ---------------------- | ---------------------- | ---------------------- | ---------------------- | ---------------------- | ---------------------- | --- | ---------------------------------- |
| "Culo" (feat. Lil Jon)                                                                  | 2004 | 32                     | —                      | —                      | —                      | —                      | —                      | —                      | —                      | —                      | —                      | | M.I.A.M.I.                         |
| "That's Nasty" (feat. Lil Jon a Fat Joe)                                                | 2004 | —                      | —                      | —                      | —                      | —                      | —                      | —                      | —                      | —                      | —                      | | M.I.A.M.I.                         |
| "Back Up"                                                                               | 2004 | —                      | —                      | —                      | —                      | —                      | —                      | —                      | —                      | —                      | —                      | | M.I.A.M.I.                         |
| "Toma" (feat. Lil Jon)                                                                  | 2004 | —                      | 21                     | —                      | —                      | —                      | —                      | —                      | —                      | —                      | —                      | | M.I.A.M.I.                         |
| "Dammit Man" (feat. Piccallo)                                                           | 2004 | —                      | —                      | —                      | —                      | —                      | —                      | —                      | —                      | —                      | —                      | | M.I.A.M.I.                         |
| "Everybody Get Up" (feat. Pretty Ricky)                                                 | 2005 | —                      | —                      | —                      | —                      | —                      | —                      | —                      | —                      | —                      | —                      | | Money Is Still a Major Issue       |
| "Bojangles"                                                                             | 2006 | 91                     | —                      | —                      | —                      | —                      | —                      | —                      | —                      | —                      | —                      | | El Mariel                          |
| "Ay Chico (Lengua Afuera)"                                                              | 2006 | 92                     | —                      | —                      | —                      | —                      | —                      | —                      | —                      | —                      | —                      | | El Mariel                          |
| "Dime" (Remix) (feat. Frankie J a Ken-Y)                                                | 2006 | —                      | 4                      | —                      | —                      | —                      | —                      | —                      | —                      | —                      | —                      | | El Mariel                          |
| "Be Quiet"                                                                              | 2007 | —                      | —                      | —                      | —                      | —                      | —                      | —                      | —                      | —                      | —                      | | El Mariel                          |
| "Go Girl" (feat. Trina a Young Boss)                                                    | 2007 | 83                     | —                      | —                      | —                      | —                      | —                      | —                      | —                      | —                      | —                      | | The Boatlift                       |
| "The Anthem" (feat. Lil Jon)                                                            | 2007 | 36                     | 24                     | —                      | —                      | —                      | 72                     | —                      | —                      | 64                     | —                      | | The Boatlift                       |
| "Sticky Icky" (feat. Jim Jones)                                                         | 2007 | —                      | —                      | —                      | —                      | —                      | —                      | —                      | —                      | —                      | —                      | | The Boatlift                       |
| "Secret Admirer" (feat. Lloyd)                                                          | 2007 | —                      | —                      | —                      | —                      | —                      | —                      | 30                     | —                      | —                      | —                      | | The Boatlift                       |
| "Krazy" (feat. Lil Jon)                                                                 | 2008 | 30                     | —                      | 38                     | —                      | 70                     | —                      | —                      | —                      | 59                     | —                      | - RIAA: Gold | Pitbull Starring in Rebelution     |
| "I Know You Want Me (Calle Ocho)"                                                       | 2009 | 2                      | 6                      | 6                      | 3                      | 2                      | 8                      | 3                      | 1                      | 2                      | 4                      | - RIAA: 2× Platinum - ARIA: Platinum - BPI: Platinum - BVMI: Gold - IFPI SWI: Gold - MC: 4× Platinum - PROMUSICAE: 3× Platinum - RMNZ: Platinum                                  | Pitbull Starring in Rebelution     |
| "Hotel Room Service"                                                                    | 2009 | 8                      | 26                     | 11                     | 22                     | 7                      | 22                     | 29                     | 15                     | 11                     | 9                      | - RIAA: 2× Platinum - ARIA: Platinum - BPI: Platinum - BVMI: Gold - MC: 2× Platinum                                                                                              | Pitbull Starring in Rebelution     |
| "Shut It Down" (feat. Akon)                                                             | 2009 | 42                     | 44                     | 18                     | 35                     | 23                     | 30                     | 25                     | —                      | 41                     | 33                     | - RIAA: Gold - ARIA: Gold - MC: Platinum | Pitbull Starring in Rebelution     |
| "Watagatapitusberry" (feat. Sensato, El Cata, Black Point a Lil Jon)                    | 2010 | —                      | —                      | —                      | —                      | —                      | —                      | —                      | —                      | —                      | —                      | | Armando                            |
| "Maldito Alcohol" (vs. Afrojack)                                                        | 2010 | —                      | —                      | —                      | —                      | —                      | —                      | —                      | —                      | —                      | —                      | | Armando                            |
| "Bon, Bon"                                                                              | 2010 | 61                     | 3                      | 72                     | 36                     | —                      | 39                     | —                      | 38                     | 47                     | —                      | - RIAA: Gold | Armando                            |
| "Hey Baby (Drop It to the Floor)" (feat. T-Pain)                                        | 2010 | 7                      | 26                     | 10                     | 22                     | 10                     | 24                     | 23                     | —                      | 21                     | 38                     | - RIAA: 4× Platinum - ARIA: 2× Platinum - BPI: Silver - IFPI SWI: Gold - MC: 3× Platinum - RMNZ: Gold                                                                            | Planet Pit                         |
| "Tu Cuerpo" (feat. Jencarlos)                                                           | 2011 | —                      | —                      | —                      | —                      | —                      | —                      | —                      | —                      | —                      | —                      | | Armando                            |
| "Give Me Everything" (feat. Ne-Yo, Afrojack a Nayer)                                    | 2011 | 1                      | 1                      | 2                      | 1                      | 1                      | 1                      | 1                      | 2                      | 1                      | 1                      | - RIAA: Diamond - ARIA: 6× Platinum - BPI: 3× Platinum - BVMI: 3× Gold - IFPI AUT: Platinum - IFPI SWI: 2× Platinum - MC: 7× Platinum - PROMUSICAE: Platinum - RMNZ: 2× Platinum | Planet Pit                         |
| "Rain Over Me" (feat. Marc Anthony)                                                     | 2011 | 30                     | 1                      | 9                      | 5                      | 7                      | 7                      | 7                      | 1                      | 3                      | 28                     | - RIAA: 2× Platinum - ARIA: Platinum - BPI: Silver - BVMI: Gold - IFPI AUT: Gold - IFPI SWI: 2× Platinum - MC: 2× Platinum - PROMUSICAE: Platinum                                | Planet Pit                         |
| "International Love" (feat. Chris Brown)                                                | 2011 | 13                     | 9                      | 15                     | 8                      | 10                     | 21                     | 7                      | 3                      | 13                     | 10                     | - RIAA: 4× Platinum - ARIA: 3× Platinum - BPI: Platinum - BVMI: Gold - IFPI AUT: Gold - IFPI SWI: Platinum - MC: 3× Platinum - PROMUSICAE: Gold - RMNZ: Platinum                 | Planet Pit                         |
| "I Like (The Remix)" (feat. Enrique Iglesias a Afrojack)                                | 2012 | —                      | —                      | —                      | —                      | —                      | —                      | —                      | —                      | —                      | —                      | | Singl bez alb                      |
| "Back in Time"                                                                          | 2012 | 11                     | 26                     | 4                      | 1                      | 4                      | 5                      | 10                     | 35                     | 6                      | 21                     | - RIAA: 2× Platinum - ARIA: 3× Platinum - BVMI: Platinum - IFPI AUT: Platinum - IFPI SWI: Gold - MC: 4× Platinum                                                                 | Global Warming                     |
| "Get It Started" (feat. Shakira)                                                        | 2012 | 89                     | 48                     | 31                     | 17                     | 42                     | 31                     | —                      | 14                     | 32                     | 64                     | - MC: Gold | Global Warming                     |
| "Don't Stop the Party" (feat. TJR)                                                      | 2012 | 17                     | —                      | 15                     | 10                     | 8                      | 23                     | 23                     | 16                     | 59                     | 7                      | - RIAA: 2× Platinum - ARIA: 2× Platinum - BPI: Gold - MC: 3× Platinum | Global Warming                     |
| "Feel This Moment" (feat. Christina Aguilera)                                           | 2013 | 8                      | —                      | 6                      | 2                      | 4                      | 9                      | 5                      | 1                      | 7                      | 5                      | - RIAA: 4× Platinum - ARIA: 3× Platinum - BPI: Platinum - BVMI: Gold - IFPI AUT: Gold - IFPI SWI: Platinum - MC: 4× Platinum - PROMUSICAE: Gold - RMNZ: Platinum                 | Global Warming                     |
| "Outta Nowhere" (feat. Danny Mercer)                                                    | 2013 | —                      | —                      | —                      | 19                     | —                      | 67                     | —                      | —                      | —                      | —                      | | Global Warming                     |
| "Timber" (feat. Kesha)                                                                  | 2013 | 1                      | —                      | 4                      | 1                      | 1                      | 1                      | 3                      | 5                      | 3                      | 1                      | - RIAA: Diamond - ARIA: 5× Platinum - BPI: 4× Platinum - BVMI: Diamond - IFPI AUT: Gold - IFPI SWI: Gold - MC: 7× Platinum                                                       | Meltdown                           |
| "Wild Wild Love" (feat. G.R.L.)                                                         | 2014 | 30                     | —                      | 10                     | —                      | 22                     | —                      | 25                     | —                      | —                      | 6                      | - RIAA: Platinum - ARIA: Platinum - MC: Platinum | Globalization                      |
| "We Are One (Ole Ola)" (feat. Jennifer Lopez a Claudia Leitte)                          | 2014 | 59                     | —                      | 61                     | 6                      | 51                     | 6                      | 20                     | 4                      | 2                      | 29                     | - RIAA: Gold - BVMI: Gold - IFPI SWI: Gold - PROMUSICAE: Gold* | Globalization                      |
| "Fireball" (feat. John Ryan)                                                            | 2014 | 23                     | —                      | 26                     | 12                     | 16                     | 22                     | —                      | 6                      | 51                     | 49                     | - RIAA: 4× Platinum - ARIA: Gold - BPI: Gold - BVMI: Gold - MC: Platinum | Globalization                      |
| "Como Yo Le Doy" (feat. Don Miguelo)                                                    | 2014 | —                      | 14                     | —                      | 40                     | —                      | —                      | —                      | 3                      | —                      | —                      | - PROMUSICAE: 3× Platinum | Dale                               |
| "El Taxi" (feat. Osmani García a Sensato)                                               | 2014 | —                      | 13                     | —                      | —                      | 39                     | —                      | 99                     | 2                      | —                      | —                      | - RIAA: Platinum (Latin) - FMI: Platinum - PROMUSICAE: 3× Platinum | Dale                               |
| "Celebrate"                                                                             | 2014 | —                      | —                      | —                      | —                      | —                      | —                      | 35                     | —                      | —                      | —                      | | Globalization                      |
| "Time of Our Lives" (s Ne-Yo)                                                           | 2014 | 9                      | —                      | 12                     | 26                     | 10                     | 22                     | 12                     | 20                     | 35                     | 27                     | - RIAA: 5× Platinum - ARIA: Platinum - BPI: 2× Platinum - BVMI: Gold - PROMUSICAE: Platinum - RMNZ: Platinum                                                                     | Globalization                      |
| "Piensas (Dile la Verdad)" (feat. Gente de Zona)                                        | 2014 | —                      | 11                     | —                      | —                      | —                      | —                      | —                      | 22                     | —                      | —                      | - PROMUSICAE: Platinum | Dale                               |
| "Fun" (feat. Chris Brown)                                                               | 2015 | 40                     | —                      | 59                     | 44                     | 29                     | 36                     | —                      | 78                     | 50                     | 68                     | - RIAA: Platinum | Globalization                      |
| "Baddest Girl in Town" (feat. Mohombi a Wisin)                                          | 2015 | —                      | 12                     | —                      | —                      | —                      | —                      | —                      | 36                     | —                      | —                      | | Dale                               |
| "Drive You Crazy" (feat. Jason Derulo a Juicy J)                                        | 2015 | —                      | —                      | —                      | —                      | —                      | —                      | —                      | —                      | —                      | —                      | | Globalization                      |
| "Messin' Around" (feat. Enrique Iglesias)                                               | 2016 | 64                     | —                      | —                      | —                      | 80                     | —                      | —                      | 49                     | —                      | —                      | | Climate Change                     |
| "Greenlight" (feat. Flo Rida a LunchMoney Lewis)                                        | 2016 | 95                     | —                      | —                      | —                      | 77                     | 90                     | —                      | —                      | —                      | —                      | - RIAA: Gold - MC: Gold | Climate Change                     |
| "Options" (feat. Stephen Marley)                                                        | 2017 | —                      | —                      | —                      | —                      | —                      | —                      | 3                      | —                      | —                      | —                      | - RMNZ: Platinum | Climate Change                     |
| "Hey Ma" (s J Balvin feat. Camila Cabello)                                              | 2017 | —                      | 5                      | 73                     | 95                     | 64                     | —                      | 52                     | 30                     | —                      | —                      | - RIAA: Gold | The Fate of the Furious: The Album |
| "Better On Me" (feat. Ty Dolla Sign)                                                    | 2017 | —                      | —                      | —                      | —                      | —                      | —                      | —                      | —                      | —                      | —                      | | Climate Change                     |
| "Por Favor" (s Fifth Harmony)                                                           | 2017 | —                      | 15                     | —                      | —                      | —                      | —                      | —                      | 19                     | —                      | —                      | | Fifth Harmony                      |
| "Jungle" (se Stereotypes feat. E-40 a Abraham Mateo)                                    | 2017 | —                      | —                      | —                      | —                      | —                      | —                      | —                      | —                      | —                      | —                      | | Greatest Hits                      |
| "Amore" (feat. Leona Lewis)                                                             | 2018 | —                      | —                      | —                      | —                      | —                      | —                      | —                      | —                      | —                      | —                      | | Gotti                              |
| "So Sorry"                                                                              | 2018 | —                      | —                      | —                      | —                      | —                      | —                      | —                      | —                      | —                      | —                      | | Gotti                              |
| "Dame Tu Cosita" (s El Chombo a Karol G feat. Cutty Ranks)                              | 2018 | —                      | 1                      | —                      | —                      | —                      | —                      | —                      | —                      | —                      | —                      | - RIAA: 7× Platinum (Latin) | Singly bez alb                     |
| "Quiero Saber" (feat. Prince Royce a Ludacris)                                          | 2018 | —                      | —                      | —                      | —                      | —                      | —                      | —                      | —                      | —                      | —                      | | Singly bez alb                     |
| "Ocean to Ocean" (feat. Rhea)                                                           | 2018 | —                      | —                      | —                      | —                      | —                      | —                      | —                      | —                      | —                      | —                      | | Aquaman                            |
| "No Lo Trates" (s Natti Natasha a Daddy Yankee)                                         | 2019 | —                      | 15                     | —                      | —                      | —                      | —                      | —                      | 60                     | 74                     | —                      | - RIAA: 11× Platinum (Latin) | Libertad 548                       |
| "3 to Tango"                                                                            | 2019 | —                      | —                      | —                      | —                      | —                      | —                      | —                      | —                      | —                      | —                      | | Libertad 548                       |
| "Me Quedaré Contigo" (s Ne-Yo feat. Lenier a El Micha)                                  | 2019 | —                      | 15                     | —                      | —                      | —                      | —                      | —                      | —                      | 74                     | —                      | - RIAA: 2× Platinum (Latin) | Libertad 548                       |
| "Get Ready" (feat. Blake Shelton)                                                       | 2020 | —                      | —                      | —                      | —                      | —                      | —                      | —                      | —                      | —                      | —                      | | Libertad 548                       |
| "I Believe That We Will Win (World Anthem)"                                             | 2020 | —                      | —                      | —                      | —                      | —                      | —                      | —                      | —                      | —                      | —                      | | Singl bez alb                      |
| "Mueve La Cintura" (feat. Tito El Bambino a Guru Randhawa)                              | 2020 | —                      | —                      | —                      | —                      | —                      | —                      | —                      | —                      | —                      | —                      | | Libertad 548                       |
| "Mala (Remix)" (feat. Becky G a De La Ghetto)                                           | 2020 | —                      | —                      | —                      | —                      | —                      | —                      | —                      | —                      | —                      | —                      | | Singly bez alb                     |
| "Moviéndolo (Remix)" (s Wisin & Yandel a El Alfa)                                       | 2020 | —                      | —                      | —                      | —                      | —                      | —                      | —                      | —                      | —                      | —                      | | Singly bez alb                     |
| "Que Rica (Tocame)" (se Sak Noel a Salvi)                                               | 2020 | —                      | —                      | —                      | —                      | —                      | —                      | —                      | —                      | —                      | —                      | | Singly bez alb                     |
| "Se La Vi" (s IAmChino a Papayo)                                                        | 2020 | —                      | —                      | —                      | —                      | —                      | —                      | —                      | —                      | —                      | —                      | | Libertad 548                       |
| "Winning" (feat. Yomil y El Dany)                                                       | 2020 | —                      | —                      | —                      | —                      | —                      | —                      | —                      | —                      | —                      | —                      | | Libertad 548                       |
| "Tell Me Again" (feat. Prince Royce a Ludacris)                                         | 2020 | —                      | —                      | —                      | —                      | —                      | —                      | —                      | —                      | —                      | —                      | | Libertad 548                       |
| "Cantare" (feat. Lenier)                                                                | 2021 | —                      | —                      | —                      | —                      | —                      | —                      | —                      | —                      | —                      | —                      | | Libertad 548                       |
| "Ten Cuidado" (s Farruko a IAmChino feat. El Alfa a Omar Courtz)                        | 2021 | —                      | 50                     | —                      | —                      | —                      | —                      | —                      | —                      | —                      | —                      | - RIAA: Platinum (Latin) | Singly bez alb                     |
| "I Feel Good" (feat. Anthony Watts a DJWS)                                              | 2021 | —                      | —                      | —                      | —                      | 87                     | —                      | —                      | —                      | —                      | —                      | | Singly bez alb                     |
| "Can't Stop Us Now" (se Zac Brown)                                                      | 2022 | —                      | —                      | —                      | —                      | —                      | —                      | —                      | —                      | —                      | —                      | | Trackhouse                         |
| "Café Con Leche"                                                                        | 2022 | —                      | —                      | —                      | —                      | —                      | —                      | —                      | —                      | —                      | —                      | | Trackhouse                         |
| "Party of a Lifetime" (s Play-N-Skillz)                                                 | 2022 | —                      | —                      | —                      | —                      | —                      | —                      | —                      | —                      | —                      | —                      | | Singly bez alb                     |
| "Mamasota"                                                                              | 2022 | —                      | —                      | —                      | —                      | —                      | —                      | —                      | —                      | —                      | —                      | | Singly bez alb                     |
| "Right or Wrong (Hypnosis)" (s AYYBO a ero808)                                          | 2023 | —                      | —                      | —                      | —                      | —                      | —                      | —                      | —                      | —                      | —                      | | Singly bez alb                     |
| "Mami"                                                                                  | 2023 | —                      | —                      | —                      | —                      | —                      | —                      | —                      | —                      | —                      | —                      | | Trackhouse                         |
| "Me Pone Mal" (feat. Omar Courtz)                                                       | 2023 | —                      | —                      | —                      | —                      | —                      | —                      | —                      | —                      | —                      | —                      | | Trackhouse                         |
| "Jumpin" (s Lil Jon)                                                                    | 2023 | —                      | —                      | —                      | —                      | —                      | —                      | —                      | —                      | —                      | —                      | | Trackhouse                         |
| "Freak 54 (Freak Out)" (s Nile Rodgers)                                                 | 2023 | —                      | —                      | —                      | —                      | —                      | —                      | —                      | —                      | —                      | —                      | | Trackhouse                         |
| "2 the Moon" (feat. Ne-Yo a Afrojack)                                                   | 2024 | —                      | —                      | —                      | —                      | —                      | —                      | —                      | —                      | —                      | —                      | | bude oznámeno                      |
| "Now or Never" (s Bon Jovi)                                                             | 2024 | —                      | —                      | —                      | —                      | —                      | —                      | —                      | —                      | —                      | —                      | | bude oznámeno                      |
| "—" značí, že se nahrávka neumístila v hitparádách nebo v tomto území ani nebyla vydána |      |                        |                        |                        |                        |                        |                        |                        |                        |                        |                        | |                                    |

### Jako vedlejší umělec
| Název                                                                                   | Rok  | Umístění v hitparádách | Umístění v hitparádách | Umístění v hitparádách | Umístění v hitparádách | Umístění v hitparádách | Umístění v hitparádách | Umístění v hitparádách | Umístění v hitparádách | Umístění v hitparádách | Umístění v hitparádách | Certifikace | Album                               |
| Název                                                                                   | Rok  | US                     | AUS                    | AUT                    | CAN                    | FRA                    | GER                    | NZ                     | SPA                    | SWI                    | UK                     | Certifikace | Album                               |
| --------------------------------------------------------------------------------------- | ---- | ---------------------- | ---------------------- | ---------------------- | ---------------------- | ---------------------- | ---------------------- | ---------------------- | ---------------------- | ---------------------- | ---------------------- | --- | ----------------------------------- |
| "Shake" (Ying Yang Twins feat. Pitbull)                                                 | 2005 | 41                     | 85                     | —                      | —                      | —                      | —                      | —                      | —                      | —                      | 49                     | | U.S.A. (United State of Atlanta)    |
| "Hit the Floor" (Twista feat. Pitbull)                                                  | 2005 | 94                     | —                      | —                      | —                      | —                      | —                      | —                      | —                      | —                      | —                      | | The Day After                       |
| "Kamasutra" (Adassa feat. Pitbull)                                                      | 2005 | —                      | —                      | —                      | —                      | —                      | —                      | —                      | —                      | —                      | —                      | | Kamasutra                           |
| "Get Freaky" (Play-N-Skillz feat. Pitbull)                                              | 2006 | —                      | —                      | —                      | —                      | —                      | —                      | —                      | —                      | —                      | —                      | | Singl bez alb                       |
| "Holla at Me" (DJ Khaled feat. Lil Wayne, Paul Wall, Fat Joe, Rick Ross a Pitbull)      | 2006 | 59                     | —                      | —                      | —                      | —                      | —                      | —                      | —                      | —                      | —                      | | Listennn... the Album               |
| "Born-N-Raised" (DJ Khaled featuring Trick Daddy, Rick Ross a Pitbull)                  | 2006 | —                      | —                      | —                      | —                      | —                      | —                      | —                      | —                      | —                      | —                      | | Listennn... the Album               |
| "Crazy" (Lumidee feat. Pitbull)                                                         | 2007 | —                      | —                      | 65                     | —                      | 53                     | 35                     | —                      | —                      | —                      | 74                     | | Unexpected                          |
| "Mi Alma Se Muere" (Fuego feat. Omega a Pitbull)                                        | 2008 | —                      | —                      | —                      | —                      | —                      | —                      | —                      | —                      | —                      | —                      | | Chosen Few III soundtrack           |
| "Move Shake Drop" (DJ Laz feat. Flo Rida, Casely a Pitbull)                             | 2008 | 56                     | —                      | —                      | —                      | —                      | —                      | —                      | —                      | —                      | —                      | | Category 6                          |
| "Swing" (Remix) (Savage feat. Pitbull)                                                  | 2008 | —                      | —                      | —                      | —                      | —                      | —                      | —                      | —                      | —                      | —                      | | Savage Island                       |
| "Feel It" (DJ Felli Fel feat. T-Pain, Sean Paul, Flo Rida a Pitbull)                    | 2009 | —                      | —                      | —                      | —                      | —                      | —                      | —                      | —                      | —                      | —                      | | Singl bez alb                       |
| "Shooting Star" (Party Rock Remix) (David Rush feat. Pitbull, Kevin Rudolf a LMFAO)     | 2009 | —                      | —                      | —                      | 66                     | —                      | —                      | —                      | —                      | —                      | —                      | | Feel the Rush Vol. 1                |
| "Take Me on the Floor" (Remix) (The Veronicas feat. Pitbull)                            | 2009 | —                      | —                      | —                      | —                      | —                      | —                      | —                      | —                      | —                      | —                      | | Singl bez alb                       |
| "Now I'm That Bitch" (Livvi Franc feat. Pitbull)                                        | 2009 | —                      | —                      | —                      | —                      | —                      | —                      | —                      | —                      | —                      | 40                     | | Underground Sunshine                |
| "Outta Control" (Baby Bash feat. Pitbull)                                               | 2009 | —                      | —                      | —                      | —                      | —                      | —                      | —                      | —                      | —                      | —                      | | Singly bez alb                      |
| "Patron Tequila" (Vanguards Remix) (Paradiso Girls feat. Pitbull a Lil Jon)             | 2009 | —                      | —                      | —                      | —                      | —                      | —                      | —                      | —                      | —                      | —                      | | Singly bez alb                      |
| "Future Love" (Kristina DeBarge feat. Pitbull)                                          | 2009 | —                      | —                      | —                      | —                      | —                      | —                      | —                      | —                      | —                      | —                      | | Exposed                             |
| "Now You See It (Shake That Ass)" (Honorebel feat. Pitbull a Jump Smokers)              | 2009 | —                      | —                      | —                      | —                      | —                      | —                      | —                      | —                      | —                      | —                      | | Club Scene                          |
| "Ni Rosas Ni Juguetes" (Mr. 305 Remix) (Paulina Rubio feat. Pitbull)                    | 2009 | —                      | —                      | —                      | —                      | —                      | —                      | —                      | —                      | —                      | —                      | | Singl bez alb                       |
| "Egoísta" (Belinda feat. Pitbull)                                                       | 2010 | —                      | —                      | —                      | —                      | —                      | —                      | —                      | —                      | —                      | —                      | | Carpe Diem                          |
| "Armada Latina" (Cypress Hill feat. Marc Anthony a Pitbull)                             | 2010 | —                      | —                      | —                      | 96                     | —                      | —                      | —                      | —                      | —                      | —                      | | Rise Up                             |
| "All Night Long" (Alexandra Burke feat. Pitbull)                                        | 2010 | —                      | 48                     | —                      | —                      | —                      | 60                     | —                      | —                      | —                      | 4                      | - BPI: Silver | Overcome                            |
| "I Like It" (Enrique Iglesias feat. Pitbull)                                            | 2010 | 4                      | 2                      | 6                      | 1                      | 2                      | 10                     | 7                      | 4                      | 6                      | 4                      | - RIAA: 4× Platinum - ARIA: 4× Platinum - BPI: Gold - BVMI: Gold - IFPI SWI: Gold - MC: 3× Platinum - PROMUSICAE: Platinum - RMNZ: Platinum                        | Euphoria                            |
| "I Wanna" (Honorebel feat. Pitbull)                                                     | 2010 | —                      | —                      | —                      | —                      | —                      | —                      | —                      | —                      | —                      | —                      | | Club Scene                          |
| "Get to Know Me Better" (Naughty by Nature feat. Pitbull)                               | 2010 | —                      | —                      | —                      | —                      | —                      | —                      | —                      | —                      | —                      | —                      | | Anthem Inc.                         |
| "Oye Baby" (Nicola Fasano featuring Pitbull)                                            | 2010 | —                      | —                      | —                      | —                      | —                      | —                      | —                      | —                      | —                      | —                      | | Planet Pit                          |
| "DJ Got Us Fallin' in Love" (Usher feat. Pitbull)                                       | 2010 | 4                      | 3                      | 5                      | 2                      | 3                      | 5                      | 4                      | 11                     | 4                      | 7                      | - RIAA: 8× Platinum - ARIA: 6× Platinum - BPI: 2× Platinum - BVMI: 2× Platinum - IFPI AUT: Gold - IFPI SWI: Platinum - MC: 2× Platinum - RMNZ: Platinum            | Versus                              |
| "One Thing Leads to Another" (Ray J feat. Pitbull)                                      | 2010 | —                      | —                      | —                      | —                      | —                      | —                      | —                      | —                      | —                      | —                      | | Raydiation 2                        |
| "On the Floor" (Jennifer Lopez feat. Pitbull)                                           | 2011 | 3                      | 1                      | 1                      | 1                      | 1                      | 1                      | 2                      | 1                      | 1                      | 1                      | - RIAA: 3× Platinum - ARIA: 4× Platinum - BPI: 3× Platinum - BVMI: 7× Gold - IFPI SWI: 4× Platinum - MC: 5× Platinum - PROMUSICAE: 3× Platinum - RMNZ: 2× Platinum | Love?                               |
| "Rabiosa" (Shakira feat. Pitbull)                                                       | 2011 | —                      | —                      | 6                      | 38                     | 6                      | 26                     | —                      | 1                      | 3                      | —                      | - IFPI SWI: Gold - PROMUSICAE: Platinum | Sale el Sol                         |
| "Boomerang" (DJ Felli Fel feat. Akon, Pitbull a Jermaine Dupri)                         | 2011 | —                      | —                      | —                      | —                      | —                      | —                      | —                      | —                      | —                      | —                      | | Singly bez alb                      |
| "Bumpy Ride" (Remix) (Mohombi feat. Pitbull a Machel Montano)                           | 2011 | —                      | —                      | —                      | —                      | —                      | —                      | —                      | —                      | —                      | —                      | | Singly bez alb                      |
| "Fired Up (Fuck the Recession)" (Shaggy feat. Pitbull)                                  | 2011 | —                      | —                      | —                      | —                      | —                      | —                      | —                      | —                      | —                      | —                      | | Summer in Kingston                  |
| "Suave (Kiss Me)" (Nayer feat. Mohombi and Pitbull)                                     | 2011 | —                      | —                      | —                      | 34                     | 49                     | —                      | —                      | —                      | —                      | —                      | | Singly bez alb                      |
| "Throw Your Hands Up (Dançar Kuduro)" (Qwote feat. Pitbull a Lucenzo)                   | 2011 | —                      | 3                      | —                      | —                      | —                      | —                      | 29                     | —                      | —                      | —                      | - ARIA: 3× Platinum | Singly bez alb                      |
| "Pass at Me" (Timbaland feat. Pitbull)                                                  | 2011 | —                      | 61                     | —                      | —                      | 100                    | 27                     | —                      | —                      | —                      | 40                     | | Singly bez alb                      |
| "I Like How It Feels" (Enrique Iglesias feat. Pitbull a The WAV.s)                      | 2011 | 74                     | 26                     | —                      | 11                     | —                      | —                      | 19                     | 14                     | —                      | 135                    | - ARIA: Gold - MC: Platinum | Sex and Love                        |
| "Bailando Por El Mundo" (Juan Magan feat. Pitbull a El Cata)                            | 2011 | —                      | —                      | —                      | —                      | —                      | —                      | —                      | 22                     | 15                     | —                      | | The King of Dance                   |
| "U Know It Ain't Love" (R.J. feat. Pitbull)                                             | 2011 | —                      | —                      | 52                     | —                      | 185                    | 49                     | —                      | —                      | 43                     | —                      | | Singl bez alb                       |
| "Crazy People" (Sensato feat. Pitbull a Sak Noel)                                       | 2011 | —                      | —                      | —                      | —                      | —                      | —                      | —                      | —                      | —                      | 164                    | | Crazy Society Trilogy               |
| "Rock the Boat" (Bob Sinclar feat. Pitbull, Dragonfly a Fatman Scoop)                   | 2011 | —                      | 39                     | 51                     | 99                     | 22                     | 45                     | —                      | 21                     | 20                     | —                      | | Disco Crash                         |
| "Raise the Roof" (Hampenberg a Alexander Brown feat. Pitbull, Fatman Scoop a Nabiha)    | 2012 | —                      | —                      | —                      | —                      | —                      | —                      | —                      | —                      | —                      | —                      | | Singl bez alb                       |
| "Name of Love" (Jean-Roch feat. Pitbull a Nayer)                                        | 2012 | —                      | —                      | —                      | —                      | 49                     | —                      | —                      | —                      | —                      | —                      | | Music Saved My Life                 |
| "Richest Man" (Play-N-Skillz feat. Pitbull)                                             | 2012 | —                      | —                      | —                      | —                      | —                      | —                      | —                      | —                      | —                      | —                      | | Alter Egos                          |
| "Bedroom" (Redd feat. Pitbull a Qwote)                                                  | 2012 | —                      | —                      | 39                     | —                      | —                      | 40                     | —                      | —                      | 41                     | —                      | | Singl bez alb                       |
| "Dance Again" (Jennifer Lopez feat. Pitbull)                                            | 2012 | 17                     | 28                     | 8                      | 4                      | 15                     | 14                     | 12                     | 4                      | 14                     | 11                     | - RIAA: Platinum - ARIA: Platinum - MC: Platinum - PROMUSICAE: Gold                                                                                                | Dance Again... the Hits             |
| "There She Goes" (Taio Cruz feat. Pitbull)                                              | 2012 | —                      | —                      | 8                      | 65                     | 65                     | 5                      | —                      | —                      | 2                      | 12                     | - BVMI: Platinum - IFPI SWI: Gold | TY.O                                |
| "Beat on My Drum" (Gabry Ponte a Sophia Del Carmen feat. Pitbull)                       | 2012 | —                      | —                      | —                      | —                      | —                      | —                      | —                      | —                      | —                      | —                      | | Singl bez alb                       |
| "I'm All Yours" (Jay Sean feat. Pitbull)                                                | 2012 | 85                     | 13                     | 57                     | 53                     | 107                    | 40                     | 22                     | —                      | —                      | —                      | - ARIA: 2× Platinum | Neon                                |
| "Letting Go (Cry Just a Little)" (Qwote feat. Mr. Worldwide)                            | 2012 | —                      | —                      | —                      | —                      | —                      | —                      | —                      | —                      | —                      | —                      | | Ultra Dance 14                      |
| "Ai Se Eu Te Pego (If I Get Ya)" (Mr. Worldwide Remix) (Michel Teló feat. Pitbull)      | 2012 | —                      | —                      | —                      | —                      | —                      | —                      | —                      | —                      | —                      | —                      | | Singl bez alb                       |
| "Sin Ti (I Don't Want to Miss a Thing)" (Dyland & Lenny feat. Pitbull a Beatriz Luengo) | 2012 | —                      | —                      | —                      | —                      | —                      | —                      | —                      | —                      | —                      | —                      | | My World 2                          |
| "Bad" (Afrojack Remix) (Michael Jackson feat. Pitbull)                                  | 2012 | —                      | —                      | 45                     | —                      | —                      | —                      | —                      | —                      | —                      | —                      | | Bad 25                              |
| "Hiya Hiya" (Khaled feat. Pitbull)                                                      | 2012 | —                      | —                      | —                      | —                      | —                      | —                      | —                      | —                      | —                      | —                      | | C'est la vie                        |
| "Sexy People (The Fiat Song)" (Arianna feat. Pitbull)                                   | 2013 | 97                     | —                      | —                      | —                      | —                      | —                      | —                      | —                      | —                      | —                      | | Singly bez alb                      |
| "Spring Love 2013" (Stevie B feat. Pitbull)                                             | 2013 | —                      | —                      | —                      | —                      | —                      | 87                     | —                      | —                      | —                      | —                      | | Singly bez alb                      |
| "Live It Up" (Jennifer Lopez feat. Pitbull)                                             | 2013 | 60                     | 20                     | 23                     | 16                     | 67                     | 36                     | 27                     | 10                     | 33                     | 17                     | - ARIA: Gold - MC: Gold | Singly bez alb                      |
| "Chasing Shadows" (Jamie Drastik feat. Pitbull a Havana Brown)                          | 2013 | —                      | —                      | —                      | —                      | —                      | —                      | —                      | —                      | —                      | —                      | | Singly bez alb                      |
| "Habibi I Love You" (Ahmed Chawki feat. Pitbull)                                        | 2013 | —                      | —                      | —                      | —                      | 153                    | —                      | —                      | —                      | —                      | —                      | | Singly bez alb                      |
| "Exotic" (Priyanka Chopra feat. Pitbull)                                                | 2013 | —                      | —                      | —                      | 74                     | —                      | —                      | —                      | —                      | —                      | —                      | | Singly bez alb                      |
| "Can't Believe It" (Flo Rida feat. Pitbull)                                             | 2013 | —                      | 8                      | 16                     | —                      | —                      | 4                      | 36                     | —                      | 19                     | —                      | - ARIA: Gold | Singly bez alb                      |
| "Sopa de Caracol - Yupi" (Elvis Crespo feat. Pitbull)                                   | 2013 | —                      | —                      | —                      | —                      | —                      | —                      | —                      | —                      | —                      | —                      | | One Flag                            |
| "Seize the Night" (Honorebel feat. Pitbull)                                             | 2013 | —                      | —                      | —                      | —                      | —                      | —                      | —                      | —                      | —                      | —                      | | Singly bez alb                      |
| "FCK" (Gary Caos feat. Pitbull a Snow Tha Product)                                      | 2013 | —                      | —                      | —                      | —                      | —                      | —                      | —                      | —                      | —                      | —                      | | Singly bez alb                      |
| "Get on the Floor (Vamos Dançar)" (Carolina Márquez feat. Pitbull a Dale Saunders)      | 2013 | —                      | —                      | —                      | —                      | —                      | —                      | —                      | —                      | —                      | —                      | | Singly bez alb                      |
| "I'm a Freak" (Enrique Iglesias feat. Pitbull)                                          | 2014 | —                      | 45                     | 39                     | 52                     | —                      | 56                     | —                      | 17                     | —                      | 4                      | - BPI: Silver | Sex and Love                        |
| "I Love You... Te Quiero" (Belinda featuring Pitbull)                                   | 2014 | —                      | —                      | —                      | —                      | —                      | —                      | —                      | —                      | —                      | —                      | | Catarsis                            |
| "Mmm Yeah" (Austin Mahone feat. Pitbull)                                                | 2014 | 49                     | —                      | 57                     | 51                     | —                      | 72                     | —                      | 35                     | 62                     | 34                     | - RIAA: Platinum - ARIA: Gold | The Secret                          |
| "Can't Get Enough" (Becky G feat. Pitbull)                                              | 2014 | —                      | —                      | —                      | —                      | —                      | —                      | —                      | —                      | —                      | —                      | | Play It Again                       |
| "Drink to That All Night" (Remix) (Jerrod Niemann feat. Pitbull)                        | 2014 | —                      | —                      | —                      | —                      | —                      | —                      | —                      | —                      | —                      | —                      | | High Noon                           |
| "Good Time" (Inna feat. Pitbull)                                                        | 2014 | —                      | —                      | —                      | —                      | —                      | —                      | —                      | —                      | —                      | —                      | | Party Never Ends a Body and the Sun |
| "Yo Quiero (Si Tú Te Enamores)" (Gente de Zona featuring Pitbull)                       | 2014 | —                      | —                      | —                      | —                      | —                      | —                      | —                      | —                      | —                      | —                      | | Visualízate, Dale                   |
| "Booty" (Jennifer Lopez feat. Pitbull)                                                  | 2014 | 18                     | 27                     | —                      | 11                     | 93                     | 78                     | 30                     | —                      | —                      | —                      | - RIAA: Platinum | A.K.A.                              |
| "Mr. Put It Down" (Ricky Martin feat. Pitbull)                                          | 2015 | —                      | 91                     | —                      | —                      | —                      | —                      | —                      | —                      | —                      | —                      | | bude oznámeno                       |
| "Back It Up" (Prince Royce feat. Jennifer Lopez a Pitbull)                              | 2015 | 92                     | —                      | —                      | 56                     | —                      | —                      | —                      | 40                     | —                      | —                      | | Double Vision                       |
| "Shake That" (Samantha Jade feat. Pitbull)                                              | 2015 | —                      | 32                     | —                      | —                      | —                      | —                      | —                      | —                      | —                      | —                      | | Nine                                |
| "Lady" (Austin Mahone feat. Pitbull)                                                    | 2016 | —                      | —                      | —                      | —                      | —                      | —                      | —                      | —                      | —                      | —                      | | ForMe+You                           |
| "All of the Girls" (Cris Cab feat. Pitbull)                                             | 2017 | —                      | —                      | —                      | —                      | —                      | —                      | —                      | —                      | —                      | —                      | | Singl bez alb                       |
| "Loca!" (Adassa feat. Pitbull)                                                          | 2017 | —                      | —                      | —                      | —                      | —                      | —                      | —                      | —                      | —                      | —                      | | Singl bez alb                       |
| "Carnaval" (Claudia Leitte feat. Pitbull)                                               | 2018 | —                      | —                      | —                      | —                      | —                      | —                      | —                      | —                      | —                      | —                      | | Singl bez alb                       |
| "Move to Miami" (Enrique Iglesias feat. Pitbull)                                        | 2018 | —                      | —                      | —                      | —                      | —                      | —                      | —                      | 91                     | 81                     | —                      | | Final                               |
| "Goalie Goalie" (Arash feat. Nyusha, Pitbull and Blanco)                                | 2018 | —                      | —                      | —                      | —                      | —                      | —                      | —                      | —                      | —                      | —                      | | Singly bez alb                      |
| "Body On My" (Loud Luxury featuring Brando, Pitbull a Nicky Jam)                        | 2019 | —                      | —                      | —                      | —                      | —                      | —                      | —                      | —                      | —                      | —                      | | Singly bez alb                      |
| "One Shot - Remix" (Bria Lee feat. Fat Joe a Pitbull)                                   | 2019 | —                      | —                      | —                      | —                      | —                      | —                      | —                      | —                      | —                      | —                      | | Singly bez alb                      |
| "Yayo" (Papayo feat. Pitbull a Ky-Mani Marley)                                          | 2019 | —                      | —                      | —                      | —                      | —                      | —                      | —                      | —                      | —                      | —                      | | Singly bez alb                      |
| "Slowly Slowly" (Guru Randhawa feat. Pitbull)                                           | 2019 | —                      | —                      | —                      | —                      | —                      | —                      | —                      | —                      | —                      | —                      | | Šablona:Tbs                         |
| "Tocame" (Elettra Lamborghini feat. Pitbull a ChildsPlay)                               | 2019 | —                      | —                      | —                      | —                      | —                      | —                      | —                      | —                      | —                      | —                      | | Twerking Queen                      |
| "Ay Ay Ay" (Kim Viera feat. Pitbull)                                                    | 2019 | —                      | —                      | —                      | —                      | —                      | —                      | —                      | —                      | —                      | —                      | | bude oznámeno                       |
| "Further Up (Na, Na, Na, Na, Na)" (Static & Ben El feat. Pitbull)                       | 2020 | —                      | —                      | —                      | —                      | —                      | —                      | —                      | —                      | —                      | —                      | | Singl bez alb                       |
| "Suda" (Melanie Pfirrman feat. Pitbull a IAmChino)                                      | 2020 | —                      | —                      | —                      | —                      | —                      | —                      | —                      | —                      | —                      | —                      | | bude oznámeno                       |
| "Te Quiero Amar" (Akon feat. Pitbull)                                                   | 2020 | —                      | —                      | —                      | —                      | —                      | —                      | —                      | —                      | —                      | —                      | | El Negreeto                         |
| "Te Quiero Baby (I Love You Baby)" (Chesca a Pitbull feat. Frankie Valli)               | 2020 | —                      | —                      | —                      | —                      | —                      | —                      | —                      | —                      | —                      | —                      | - RIAA: Gold (Latin) | Alter Ego                           |
| "Backpack" (TAG a Pitbull)                                                              | 2020 | —                      | —                      | —                      | —                      | —                      | —                      | —                      | —                      | —                      | —                      | | Singly bez alb                      |
| "Borracha (Pero Buena Muchacha)" (Vikina, Pitbull a IAmChino)                           | 2020 | —                      | —                      | —                      | —                      | —                      | —                      | —                      | —                      | —                      | —                      | | Singly bez alb                      |
| "Voodoo" (Mr. Mauricio feat. Pitbull, Jencarlos a Konshens)                             | 2020 | —                      | —                      | —                      | —                      | —                      | —                      | —                      | —                      | —                      | —                      | | Singly bez alb                      |
| "Give It To Me" (IAmChino feat. Pitbull a Yomil y El Dany)                              | 2020 | —                      | —                      | —                      | —                      | —                      | —                      | —                      | —                      | —                      | —                      | | Singly bez alb                      |
| "Cosita Linda" (Jencarlos a Pitbull)                                                    | 2021 | —                      | —                      | —                      | —                      | —                      | —                      | —                      | —                      | —                      | —                      | | Singly bez alb                      |
| "Where The Country Girls At" (Trace Adkins feat. Luke Bryan a Pitbull)                  | 2021 | —                      | —                      | —                      | —                      | —                      | —                      | —                      | —                      | —                      | —                      | | bude oznámeno                       |
| "Flavor" (Jimmie Allen, Pitbull a .teamwork feat. Vikina)                               | 2021 | —                      | —                      | —                      | —                      | —                      | —                      | —                      | —                      | —                      | —                      | | Bettie James Gold Edition           |
| "Discoteca" (IAmChino a Pitbull)                                                        | 2021 | —                      | —                      | —                      | —                      | —                      | —                      | —                      | —                      | —                      | —                      | - RIAA: Gold (Latin) | The Most Winning                    |
| "Move To Miami" (Enrique Iglesias feat. Pitbull)                                        | 2021 | —                      | —                      | —                      | —                      | —                      | —                      | —                      | —                      | —                      | —                      | | Final (Vol. 1)                      |
| "Hot" (Daddy Yankee feat. Pitbull)                                                      | 2022 | —                      | —                      | —                      | —                      | —                      | —                      | —                      | 61                     | —                      | —                      | | Legendaddy                          |
| "USA" (Filmore feat. Pitbull)                                                           | 2022 | —                      | —                      | —                      | —                      | —                      | —                      | —                      | —                      | —                      | —                      | | bude oznámeno                       |
| "Que Se Joda" (Play-N-Skillz s Pitbull a Lil Jon)                                       | 2022 | —                      | —                      | —                      | —                      | —                      | —                      | —                      | —                      | —                      | —                      | | bude oznámeno                       |
| "Bandida" (IAmChino feat. Pitbull a Yandel)                                             | 2022 | —                      | —                      | —                      | —                      | —                      | —                      | —                      | —                      | —                      | —                      | | The Most Winning                    |
| "—" značí, že se nahrávka neumístila v hitparádách nebo v tomto území ani nebyla vydána |      |                        |                        |                        |                        |                        |                        |                        |                        |                        |                        | |                                     |

### Promo singly
| Název                                                                                   | Rok  | Umístění v hitparádách | Umístění v hitparádách | Umístění v hitparádách | Umístění v hitparádách | Umístění v hitparádách | Umístění v hitparádách | Umístění v hitparádách | Umístění v hitparádách | Album                      |
| Název                                                                                   | Rok  | US                     | US Dance               | US Latin               | AUT                    | CAN                    | NZ                     | SPA                    | UK                     | Album                      |
| --------------------------------------------------------------------------------------- | ---- | ---------------------- | ---------------------- | ---------------------- | ---------------------- | ---------------------- | ---------------------- | ---------------------- | ---------------------- | -------------------------- |
| "No Llores" (Gloria Estefan feat. Pitbull)                                              | 2007 | —                      | —                      | —                      | —                      | —                      | —                      | —                      | —                      | Singly bez alb             |
| "Fresh Out the Oven" (Lola feat. Pitbull)                                               | 2009 | —                      | 1                      | —                      | —                      | —                      | —                      | —                      | —                      | Singly bez alb             |
| "Blanco" (feat. Pharrell)                                                               | 2009 | —                      | —                      | —                      | —                      | —                      | —                      | —                      | —                      | Fast & Furious             |
| "Pearly Gates" (feat. Nayer)                                                            | 2010 | —                      | —                      | —                      | —                      | —                      | —                      | —                      | —                      | Singly bez alb             |
| "Game On" (s TKZee a Dario G)                                                           | 2010 | —                      | —                      | —                      | —                      | —                      | —                      | —                      | —                      | Singly bez alb             |
| "Alright" (feat. Machel Montano)                                                        | 2010 | —                      | —                      | —                      | —                      | —                      | —                      | —                      | —                      | Planet Pit (Japan Edition) |
| "Pause"                                                                                 | 2011 | 73                     | —                      | —                      | 73                     | 44                     | 33                     | 42                     | 96                     | Planet Pit                 |
| "Turn Around, Pt. 2" (Flo Rida feat. Pitbull)                                           | 2011 | —                      | —                      | —                      | —                      | —                      | —                      | —                      | —                      | Pařba v Bangkoku           |
| "Shake Señora" (feat. T-Pain a Sean Paul)                                               | 2011 | 69                     | —                      | 42                     | —                      | 33                     | 40                     | —                      | —                      | Planet Pit                 |
| "Echa Pa'lla (Manos Pa'rriba)" (feat. Papayo)                                           | 2012 | —                      | —                      | 2                      | —                      | —                      | —                      | —                      | —                      | Global Warming             |
| "Free.K"                                                                                | 2015 | —                      | 27                     | —                      | —                      | —                      | —                      | 90                     | —                      | Climate Change             |
| "Freedom"                                                                               | 2016 | —                      | —                      | —                      | 40                     | —                      | —                      | —                      | 56                     | Climate Change             |
| "Bad Man" (feat. Robin Thicke, Joe Perry a Travis Barker)                               | 2016 | —                      | —                      | —                      | —                      | —                      | —                      | 46                     | —                      | Climate Change             |
| "Mucho Booty" (feat. Farruko a Micha)                                                   | 2017 | —                      | —                      | —                      | —                      | —                      | —                      | —                      | —                      | Singly bez alb             |
| "Muévelo Loca Boom Boom"                                                                | 2017 | —                      | —                      | —                      | —                      | —                      | —                      | —                      | —                      | Singly bez alb             |
| "Free Free Free" (feat. Theron Theron)                                                  | 2018 | —                      | —                      | —                      | —                      | —                      | —                      | —                      | —                      | Singly bez alb             |
| "La Reina De Blanco" (feat. Chesca, Giorgio Moroder a Raney Shockne)                    | 2019 | —                      | —                      | —                      | —                      | —                      | —                      | —                      | —                      | Singly bez alb             |
| "Cinco de Mayo" (s Lil Jon feat. Chesca)                                                | 2020 | —                      | —                      | —                      | —                      | —                      | —                      | —                      | —                      | Libertad 548               |
| "Takes 3" (s Vikina)                                                                    | 2022 | —                      | —                      | —                      | —                      | —                      | —                      | —                      | —                      | Singl bez alb              |
| "Let's Take A Shot" (s Vikina)                                                          | 2023 | —                      | —                      | —                      | —                      | —                      | —                      | —                      | —                      | Trackhouse                 |
| "Suave" (s Elvis Crespo)                                                                | 2023 | —                      | —                      | —                      | —                      | —                      | —                      | —                      | —                      | Trackhouse                 |
| "Lit In The City" (s T-Pain a El Micha)                                                 | 2023 | —                      | —                      | —                      | —                      | —                      | —                      | —                      | —                      | Trackhouse                 |
| "It Takes 3" (s Vikina)                                                                 | 2023 | —                      | —                      | —                      | —                      | —                      | —                      | —                      | —                      | Trackhouse                 |
| "—" značí, že se nahrávka neumístila v hitparádách nebo v tomto území ani nebyla vydána |      |                        |                        |                        |                        |                        |                        |                        |                        |                            |

## Další umístěné písně
| Název | Rok  | Umístění v hitparádách | Umístění v hitparádách | Umístění v hitparádách | Umístění v hitparádách | Umístění v hitparádách | Umístění v hitparádách | Umístění v hitparádách | Umístění v hitparádách | Album                    |
| Název | Rok  | US Latin               | AUT                    | CAN                    | FRA                    | GER                    | NOR                    | NZ                     | UK                     | Album                    |
| --- | ---- | ---------------------- | ---------------------- | ---------------------- | ---------------------- | ---------------------- | ---------------------- | ---------------------- | ---------------------- | ------------------------ |
| "Superstar" (Jump Smokers feat. Pitbull a Qwote)                                                           | 2010 | —                      | 41                     | —                      | —                      | —                      | —                      | —                      | —                      | Kings of the Dancefloor! |
| "Come n Go" (feat. Enrique Iglesias)                                                                       | 2011 | —                      | —                      | 76                     | —                      | —                      | —                      | —                      | —                      | Planet Pit               |
| "Castle Made of Sand" (feat. Kelly Rowland a Jamie Drastik)                                                | 2011 | —                      | —                      | —                      | —                      | —                      | —                      | 37                     | —                      | Planet Pit               |
| "Everybody F**ks" (feat. Akon a David Rush)                                                                | 2012 | —                      | —                      | —                      | —                      | —                      | 19                     | —                      | —                      | Global Warming           |
| "Pas touché" (Maître Gims feat. Pitbull)                                                                   | 2013 | —                      | —                      | —                      | 90                     | —                      | —                      | —                      | —                      | Subliminal               |
| "Balada (Tche Tcherere Tche Tche)" (Gusttavo Lima feat. Alex Sensation, Pitbull, Sensato a David Zonarosa) | 2013 | 2                      | —                      | —                      | —                      | —                      | —                      | —                      | —                      | Singl bez alb            |
| "Fire" (Jason Derulo feat. Pitbull)                                                                        | 2013 | —                      | —                      | —                      | —                      | 91                     | —                      | —                      | 162                    | Tattoos                  |
| "That High" (feat. Kelly Rowland)                                                                          | 2013 | —                      | —                      | 76                     | —                      | —                      | —                      | —                      | —                      | Meltdown                 |
| "—" značí, že se nahrávka neumístila v hitparádách nebo v tomto území ani nebyla vydána                    |      |                        |                        |                        |                        |                        |                        |                        |                        |                          |

## Spolu umělec
| Název                                           | Rok  | Další umělec                                                                         | Album                                         |
| ----------------------------------------------- | ---- | ------------------------------------------------------------------------------------ | --------------------------------------------- |
| "Suck This D*ck"                                | 2001 | Luke, Cam'ron                                                                        | Somethin' Nasty                               |
| "Lollipop"                                      | 2001 | Luke, Lil' Zane                                                                      | Somethin' Nasty                               |
| "Pitbull's Cuban Rideout"                       | 2002 | Lil Jon & the Eastside Boyz                                                          | Kings of Crunk                                |
| "Get Low" (Merengue Remix)                      | 2003 | Lil Jon & the Eastside Boyz, Ying Yang Twins                                         | Part II                                       |
| "Salt Shaker" (Extended Remix)                  | 2004 | Ying Yang Twins, Lil Jon, Murphy Lee, Fat Joe, Fatman Scoop, Jacki-O, Juvenile, B.G. | My Brother & Me                               |
| "Gasolina" (Remix)                              | 2004 | N.O.R.E., Lil' Jon                                                                   | —                                             |
| "Trees"                                         | 2005 | Baby Bash, Angel Dust                                                                | Super Saucy                                   |
| "Jump and Spread Out" (Reggaeton Remix)         | 2005 | Miri Ben-Ari, Fatman Scoop, Zion & Lennox                                            | The Hip-Hop Violinist                         |
| "Hit the Floor"                                 | 2005 | Twista                                                                               | The Day After                                 |
| "Dance Floor" (Remix)                           | 2005 | T-Pain                                                                               | Rappa Ternt Sanga                             |
| "Holla at Cha Homeboy"                          | 2006 | Luke, Petey Pablo                                                                    | My Life & Freaky Times                        |
| "Talk Hard"                                     | 2006 | Twista, E-40                                                                         | Tailwinds, Vol. 2                             |
| "Money In Da Bank"                              | 2007 | B.o.B.                                                                               | Cloud 9                                       |
| "Tipper"                                        | 2007 | B.o.B., Willie Joe                                                                   | Cloud 9                                       |
| "Show Stopper" (Remix)                          | 2007 | B.o.B.                                                                               | Cloud 9                                       |
| "Low" (Remix)                                   | 2008 | Flo Rida, T-Pain                                                                     | The Flo Rida Cash Cartel                      |
| "Stop Traffic"                                  | 2008 | Trina                                                                                | Still da Baddest                              |
| "Here I Am" (Remix)                             | 2008 | Avery Storm                                                                          | Singl bez alb                                 |
| "Defend Dade"                                   | 2008 | DJ Khaled, Casely                                                                    | We Global                                     |
| "Bitch I'm From Dade County" (Remix)            | 2009 | DJ Khaled, Trick Daddy, Trina, Rick Ross, Brisco, Flo Rida, C-Ride, Dre              | žádné                                         |
| "Yayo"                                          | 2009 | Flo Rida, Brisco, Billy Blue, Ball Greezy, Rick Ross, Red Eyezz, Bred, Ace Hood      | R.O.O.T.S.                                    |
| "I'm In Miami Bitch" (Remix)                    | 2009 | LMFAO                                                                                | I'm In Your City Trick                        |
| "I'm In Diego Bitch"                            | 2009 | LMFAO                                                                                | I'm In Your City Trick                        |
| "Live Your Life" (Remix)                        | 2009 | T.I., Rihanna                                                                        | singl bez alb                                 |
| "Helpless"                                      | 2009 | Backstreet Boys                                                                      | This Is Us                                    |
| "Pitbull Intro"                                 | 2010 | Jamie Drastik                                                                        | The Magnet                                    |
| "All Day"                                       | 2010 | Jamie Drastik                                                                        | The Magnet                                    |
| "Rep My City"                                   | 2010 | DJ Khaled, Jarvis                                                                    | Victory                                       |
| "How Low" (Remix)                               | 2010 | Ludacris, Ciara                                                                      | Battle of the Sexes                           |
| "Work It Out"                                   | 2010 | Lil Jon                                                                              | Crunk Rock                                    |
| "Rock It Like It's Spring Break"                | 2010 | Jump Smokers                                                                         | Kings of the Dancefloor!                      |
| "Superstar"                                     | 2010 | Jump Smokers, Qwote                                                                  | Kings of the Dancefloor!                      |
| "Rock It Like It's Spring Break" (Reydon Remix) | 2010 | Jump Smokers                                                                         | Kings of the Dancefloor!                      |
| "Take Ova"                                      | 2010 | Shontelle                                                                            | No Gravity                                    |
| "Tonight (I'm Lovin' You)" (Remix)              | 2010 | Enrique Iglesias                                                                     | Tonight (I'm Lovin' You)                      |
| "Save Me"                                       | 2011 | Jamie Drastik                                                                        | Champagne and Cocaine                         |
| "One More Time"                                 | 2011 | Jamie Drastik                                                                        | Champagne and Cocaine                         |
| "Put It On Me"                                  | 2011 | Benny Benassi                                                                        | Electroman                                    |
| "Danza Kuduro" (Throw Your Hands Up)            | 2011 | Lucenzo, Qwote                                                                       | Emigrante del Mundo                           |
| "Aleluya"                                       | 2011 | Romeo Santos                                                                         | Formula, Vol. 1 (Deluxe edition)              |
| "There She Goes"                                | 2011 | Taio Cruz                                                                            | TY.O                                          |
| "It's Not You (It's Me)"                        | 2011 | T-Pain, Chuckie                                                                      | Revolver                                      |
| "Candy"                                         | 2012 | Far East Movement                                                                    | Dirty Bass                                    |
| "Feel Alive"                                    | 2012 | Fergie, DJ Poet                                                                      | Step Up Revolution                            |
| "Can I Get"                                     | 2012 | T-Pain                                                                               | Stoic                                         |
| "Gimme Dat Ass"                                 | 2012 | Sidney Samson & Akon                                                                 | —                                             |
| "Stronger" (Remix)                              | 2012 | Kanye West, Daft Punk                                                                | —                                             |
| "You're Ma Chérie"                              | 2013 | DJ Antoine                                                                           | Sky Is the Limit                              |
| "Scream & Shout" (Motiff Trap Remix)            | 2013 | will.i.am, Britney Spears                                                            | —                                             |
| "Beautiful"                                     | 2013 | Frankie J                                                                            | Faith, Hope y Amor                            |
| "Pas touché"                                    | 2013 | Maître Gims                                                                          | Subliminal                                    |
| "I Love You... Te Quiero"                       | 2013 | Belinda                                                                              | Catarsis                                      |
| "Get Lucky" (Remix)                             | 2013 | Daft Punk, Pharrell Williams                                                         | —                                             |
| "Fire"                                          | 2013 | Jason Derulo                                                                         | Tattoos                                       |
| "Kick Up Your Heels"                            | 2013 | Jessica Mauboy                                                                       | Beautiful                                     |
| "Dame Tu Amor (Gimme Your Love)"                | 2013 | Pee Wee                                                                              | Vive2Life                                     |
| "Jam On It"                                     | 2013 | Mr. Mauricio, Rick Ross, Fat Joe                                                     | —                                             |
| "Let Me Be Your Lover"                          | 2014 | Enrique Iglesias                                                                     | Sex and Love                                  |
| "3 Letters"                                     | 2014 | Enrique Iglesias                                                                     | Sex and Love                                  |
| "Control"                                       | 2014 | Wisin, Chris Brown                                                                   | El Regreso del Sobreviviente                  |
| "America"                                       | 2014 | Nick Cannon                                                                          | White People Party Music                      |
| "Oye 2014"                                      | 2014 | Santana                                                                              | Corazón                                       |
| "Booty"                                         | 2014 | Jennifer Lopez                                                                       | A.K.A.                                        |
| "Don't Tell Em" (Remix)                         | 2014 | Jeremih                                                                              | —                                             |
| "Blank Space" (Remix)                           | 2015 | Taylor Swift                                                                         | —                                             |
| "Coco"                                          | 2015 | J Balvin, O.T. Genasis, Coucheron                                                    | —                                             |
| "That's How I'm Feelin'"                        | 2015 | Ciara, Missy Elliott                                                                 | Jackie                                        |
| "Shake That"                                    | 2015 | Samantha Jade                                                                        | Nine                                          |
| "Wicked" (Victor Magan & Salgado Remix)         | 2015 | Veronica Vega, Victor Magan, Salgado                                                 |                                               |
| "Get Loose"                                     | 2015 | Cube 1, Qwote                                                                        |                                               |
| "She's My Summer"                               | 2015 | Honorebel, Lotus                                                                     |                                               |
| "If I Would Stay"                               | 2015 | MO.NO, Honorebel, Vassy                                                              |                                               |
| "No Doubt About It"                             | 2015 | Jussie Smollett                                                                      | Empire: Original Soundtrack Season 2 Volume 1 |
| "Heaven Knows"                                  | 2015 | Davis Redfield, Tash                                                                 | singl bez alb                                 |
| "SummerThing" (Remix)                           | 2015 | Afrojack, Mike Taylor                                                                | SummerThing                                   |
| "When I'm With You"                             | 2015 | Lotus, Sonic Acoustic, A. Rose Jackson                                               | —                                             |
| "Only Love"                                     | 2015 | Shaggy, Gene Noble                                                                   | singl bez alb                                 |
| "Que Lo Que" (Remix)                            | 2015 | Sensato, Papayo, El Chevo                                                            | —                                             |
| "Asesina"                                       | 2015 | Yandel                                                                               | Dangerous                                     |
| "Never Let You Go"                              | 2015 | Farruko                                                                              | Visionary                                     |
| "Mi Alma Se Muere" (Remix)                      | 2015 | Fuego, Omega                                                                         |                                               |
| "On Purpose" (Remix)                            | 2015 | Dougie F, 40 Cobras                                                                  |                                               |
| "Commas" (Remix)                                | 2015 | Messiah, Tali                                                                        |                                               |
| "The Water Dance" (Remix)                       | 2015 | Chris Porter                                                                         |                                               |
| "La Gozadera" (Mr. Worldwide Remix)             | 2015 | Gente de Zona, Marc Anthony                                                          | La Gozadera                                   |
| "Ay Mi Dios"                                    | 2016 | IAmChino, Yandel, CHACAL                                                             |                                               |
| "Killer Fiddle"                                 | 2016 | Barnes                                                                               |                                               |
| "Sun Don't Let Me Down"                         | 2016 | Keith Urban                                                                          | Ripcord                                       |
| "When She Dances"                               | 2016 | Stephen Marley                                                                       | Revelation Pt. 2 – The Fruit of Life          |
| "In My Feelings" (Remix)                        | 2017 | Verse Simmonds, Akon, Ayo Jay                                                        | —                                             |
| "Mi Gente" (Worldwide Remix)                    | 2017 | J Balvin, Willy William, Mohombi                                                     | Mi Gente                                      |
| "Stuck On U"                                    | 2018 | DJ Antoine, ASF, David Rush                                                          | The Time Is Now                               |
| "Couldn't Be Better (Movie Version)"            | 2019 | Kelly Clarkson, Uglydolls Cast                                                       | Uglydolls                                     |
| "The Big Finale"                                | 2019 | Uglydolls Cast                                                                       | Uglydolls                                     |
| "Subelo (Further Up)"                           | 2020 | Static & Ben El, Chesca                                                              | Further Up (Na, Na, Na, Na, Na)               |
| "Damn I Love Miami"                             | 2020 | Lil Jon                                                                              | Bad Boys for Life                             |
| "Beside U"                                      | 2020 | Monsta X                                                                             | All About Luv                                 |
| "Give It To Me (Remix)"                         | 2021 | IAmChino, Yomil y El Dany, Lary Over, La Perversa, Nino Freestyle                    | —                                             |
| "Bandida"                                       | 2022 | IAmChino, Yandel                                                                     | The Most Winning                              |

## DVD
| Název                        | Detaily                                                                  |
| ---------------------------- | ------------------------------------------------------------------------ |
| Pitbull: Live at Rock in Rio | - Vydáno: 26. listopadu 2012 - Vydavatelství: Polo Grounds, RCA, Mr. 305 |